# Flora e serras Mineiras
Flora e serras Mineiras (abreviado Fl. Serr. Min.) es un libro con ilustraciones y descripciones botánicas que fue escrito por el botánico brasileño; Álvaro Astolpho da Silveira y publicado en Belo Horizonte el año 1908 con el nombre de Flora e Serras Mineiras... Bello Horizonte (Imp. Off.).